# ホリプロ笑売塾
ホリプロ笑売塾（ホリプロしょうばいじゅく）とは、ホリプロが2002年4月に開校したお笑い芸人養成学校。旧名は「目黒笑売塾（めぐろしょうばいじゅく）」。

## 概説
1990年代後半に、無料の勉強会としてスタート。当初は他事務所の若手芸人も参加していた。
その後は1年制の学校として展開し、ユウキロックが講師を担当。ホリプロ所属のプロの芸人（さまぁ〜ず、つぶやきシロー、田口浩正など）が特別講師として参加する授業も行われている。定期的にライブが行われ、事務所所属を賭けた卒業ライブで進路が確定する。
三村マサカズ（さまぁ〜ず）は、この塾の理事である。
2024年からはHORIPRO COMedy Academyに改組。

## 出身者
| 期   | 卒業年 | 出身者 |
| ---- | ------ | --- |
| 1    | 2003   | 花香よしあき、ザ・たっち、メカイノウエ、永井佑一郎（アクセルホッパー）、勝又：、MANAMI、松浪豊、みったん（元さーくるらいおん）、らいおんまる（元さーくるらいおん）、藤平益人（元マチコ） |
| 2    | 2004   | コンツ、弟（元勝又） |
| 3    | 2005   | KICK☆、ゼウスちかお、かいわれ、スカイラブハリケーン |
| 4    | 2006   | 大塚ポジティブじぇい、おおつぼ（薩長同盟）、天田たろー（元(株)あまつか笑事）、ガルウィング                                                                                               |
| 5    | 2007   | イナズマライン |
| 6    | 2008   | 小仲くん、川口英之、我妻弘基（ひぐま岬）、平井奨（元ダルメシアン）、永井塁（元アビリティモンキー）、シマシマ、後藤亮介（元ホタテーズ）                                                   |
| 7    | 2009   | H2O、えこえご、D&D、プラント、マギー直樹、ロデオボンズ、森山パンタ（元ロビンソン） |
| 8    | 2010   | ハッピークローバー、メッツ、レオン、ベイビーベイビー |
| 9    | 2011   | 寅人、タケイユウスケ（KINSEI）、オールドモンク、知念、ギぎギ、ポジティブLななちゃん |
| 10   | 2012   | アロアロ、イナギサイダー、ウルトラオレンジ、しんぐる |
| 11   | 2013   | 谷、たぐー（MAUMAU）、6年黄組、ヤダヤムクン（相性はいいよね）、大嶋洋介、青猿、無戦RUN、パープル、ミスター武士道、西島和哉（元クルスパッチ）、山名大貴（元パンプキンポテトフライ）       |
| 12   | 2014   | きつね、山口（百獣マダム）、坂本周平、アストロインク、カンザクラ、くちびるケチャップ、パンドラ、マーチングフィッシーズ                                                                   |
| 13   | 2015   | |
| 14   | 2016   | 安西オサム、少年マングース、神谷ウメボシ |
| 15   | 2017   | 観音日和 |
| 16   | 2018   | ルービック |
| 17   | 2019   | シロセリカ、天体、ドールゆきんこ（デキサイ）、くま-1グランプリ（ラブ刺激） |
| 18   | 2020   | いしはらあゆむ（元戦慄のピーカブー）、おくだん家 |
| 19   | 2021   | きついとこいけ、ひすいらん |
| 20   | 2022   | うつけもの |
| 不明 |        | シーランド |

## 講師
北本かつら、徳大寺喜八、石坂伸太郎